# Comarostaphylis lanata
Comarostaphylis lanata là một loài thực vật có hoa trong họ Thạch nam. Loài này được Small mô tả khoa học đầu tiên năm 1914.